# Igreja de Santa Susana (Santiago de Compostela)
A Igreja ou Capela de Igreja de Santa Susana é um templo católico originalmente construído em estilo românico no século XII em Santiago de Compostela, Galiza, Espanha. Situa-se no Parque da Alameda, o parque mais emblemático da cidade, mais exatamente na Carballeira (carvalhal) de Santa Susana, no cimo do Passeio da Ferradura.
Foi construída por ordem do bispo Diego Gelmires, a quem se devem vários monumentos religiosos da cidade, nomeadamente a catedral, com o objetivo de acolher o relicário de Santa Susana, que foi transladado de Braga, onde se encontrava até então. O prelado consagrou a igreja em 1102 e ali depositou os supostos restos mortais da santa. A igreja é mencionada no Códice Calixtino (século XII). Supõe-se que no local existiu outrora um castro. Os terrenos em volta da igreja foram doados ao município pelos condes de Altamira em 1546.
Embora uma pequena parte da traça românica tenha resistido ao tempo, a igreja sofreu algumas intervenções, que é evidente logo na cruz gótica que se encontra no ápice da Nave. O templo foi depois reconstruído entre os séculos XVII e XVIII. A janela e o acesso mantêm os traços do românico original, bem como alguns elementos como arcos e colunas, mas o resto do edíficio apresenta os gostos vigentes na época da remodelação. O campanário foi construído no século XIX.